# Kinky Boots - Decisamente diversi
(Tag-line del film)
Kinky Boots - Decisamente diversi (Kinky Boots) è un film del 2005 diretto da Julian Jarrold.
La pellicola, con protagonisti Joel Edgerton e Chiwetel Ejiofor, racconta la storia vera del neoproprietario di una tradizionale fabbrica di scarpe, che per salvarla dal fallimento inizia a produrre stivali per drag queen e transessuali. Per la sua interpretazione, Ejiofor ha ottenuto una candidatura al Golden Globe come miglior attore in un film commedia o musicale.

## Trama
Northampton. Charlie Price eredita dal padre la fabbrica di scarpe di famiglia, ormai ridotta in cattive acque. È costretto a licenziare alcuni dipendenti e deve assolutamente diversificare la sua produzione per rimanere a galla: tutto questo prima dell'imminente e forse ultima sfilata a Milano. L'idea vincente gli viene assistendo allo spettacolo di Lola, una drag queen che si esibisce nella vicina Londra. Decide di avviare una produzione di stivali sexy per questo genere di clientela, da sempre costretta ad acquistare scarpe da donna; ma queste calzature devono essere robuste, tali da sopportare la mole di travestiti e transessuali. Lola diventa la sua designer, e la fabbrica inizia a produrre a pieno ritmo in vista dell'imminente debutto milanese.

## Distribuzione
Il film è uscito nelle sale del Regno Unito il 7 ottobre 2005, mentre negli Stati Uniti d'America è stato presentato al Sundance Film Festival per poi avere una distribuzione limitata solo nell'aprile 2013. In Italia è stato presentato al Milano Film Festival e poi distribuito nelle sale dal 23 giugno 2006.

## Musical
Il film è stato adattato in un musical teatrale. Kinky Boots ha debuttato a Broadway nell'aprile 2013, successivamente è stato portato in scena al Bank of America Theatre di Chicago. Le musiche e i testi sono di Cyndi Lauper, Harvey Fierstein è coautore del libretto. Il musical è diretto e coreografato da Jerry Mitchell.
Ha vinto sei premi alla 67ª edizione dei Tony Awards, tra cui miglior musical e miglior colonna sonora.